# Auterive, Tarn-et-Garonne
Auterive är en kommun i departementet Tarn-et-Garonne i regionen Occitanien i södra Frankrike. Kommunen ligger i kantonen Beaumont-de-Lomagne som tillhör arrondissementet Castelsarrasin. År 2022 hade Auterive 65 invånare.

## Befolkningsutveckling
Antalet invånare i kommunen Auterive
| Referens: INSEE |